# 1989 chez Disney
Cet article présente la liste des évènements de la Walt Disney Company ayant eu lieu en 1989.

## Événements

### Janvier
- 1er janvier 1989, Première émission du Disney Parade sur TF1
- 4 janvier 1989, Fermeture de l'attraction If You Could Fly au Magic Kingdom[1]

### Février
- 1er février 1989, Création de Hollywood Pictures[2]

### Mars
- 5 mars 1989, Début de la série télévisée Tic et Tac, les rangers du risque sur Disney Channel[3]
- 25 mars 1989, Naissance d'Alyson Michalka, membre du duo Aly & AJ
- 27 mars 1989, Ouverture du Walt Disney World Casting Center[4]

### Avril
- 24 avril 1989, Première de l'émission All New Mickey Mouse Club
- 24 avril 1989, Décès de Clyde Geronimi, animateur et réalisateur[5]

### Mai
- 1er mai 1989, Ouverture du parc Disney-MGM Studios[6] et de Pleasure Island[7]

### Juin
- 2 juin 1989, Première mondiale du Cercle des poètes disparus de Touchstone Pictures
- 23 juin 1989, Ouverture de l'attraction Delta Dreamflight au Magic Kingdom[8]

### Juillet
- 12 juillet 1989, Ouverture de l'attraction Star Tours à Tokyo Disneyland[9]
- 17 juillet 1989, Ouverture de l'attraction Splash Mountain à Disneyland[10].

### Août
- 25 août 1989, Ouverture de l'attraction Indiana Jones Epic Stunt Spectacular! aux Disney-MGM Studios[11]

### Septembre
- 18 septembre 1989, Début en syndication de la série télévisée Tic et Tac, les rangers du risque[3]

### Octobre
- 19 octobre 1989, Ouverture du pavillon Wonders of Life à Epcot avec les attractions Body Wars et Cranium Command[12],[13]

### Novembre
- 15 novembre 1989, Première mondiale du film La Petite Sirène aux États-Unis
- 20 novembre 1989, Disney ajoute un billet de 10 $ figurant Minnie Mouse sur les Disney Dollars[14]
- 22 novembre 1989, Ouverture de l'hôtel Walt Disney World Swan[15]

### Décembre
- 1er décembre 1989, la gare ferroviaire de Mahaima ouvre juste à côté du complexe Tokyo Disney Resort[16]
- 15 décembre 1989, Ouverture de l'attraction Star Tours aux Disney-MGM Studios[9]
- 16 décembre 1989, première du spectacle One Man's Dream à Disneyland.